# أوستن كوري
أوستن كوري (بالإنجليزية: Austin Currie)‏ (و. 1939 – م) هو سياسي من جمهورية أيرلندا .

## التعليم
تعلم في جامعة الملكة في بلفاست.